# Willie Berkers
Willie Berkers (Deurne, 9 mei 1950 - 5 juli 2020) was een Nederlands kunstschilder.

## Biografie
Berkers was een autodidact die na circa tien jaar als bouwvakker gewerkt te hebben is gaan schilderen. Hij ging zich richten op landschappen en stillevens en heeft zich ontwikkeld tot een bijzondere en gewaardeerde exponent van het Nederlands neorealisme van na 1950.

## Werk
Berkers componeerde stillevens waarbij voorwerpen uit de directe leefomgeving achter elkaar worden geplaatst en vanuit één lichtbron beschenen. Het zo bereikte spel van licht en schaduw werd door hem minutieus helder en realistisch weergegeven zodat een ingetogen compositie ontstaat. In zijn werk als landschapsschilder werd dezelfde materiaalbeheersing gevonden en vond Berkers zijn inspiratie in de landschappen van de Peel in Brabant. Berkers liet zich inspireren door schilders als Gerard Dou en Johannes Vermeer.